# Copelatus hararensis
Copelatus hararensis är en skalbaggsart som beskrevs av Guignot 1952. Copelatus hararensis ingår i släktet Copelatus och familjen dykare. Inga underarter finns listade i Catalogue of Life.